# Torborg Nedreaas
Torborg (Aud) Nedreaas (* 13. November 1906 in Bergen; † 30. Juni 1987 in Nesodden) war eine norwegische Schriftstellerin. Sie ist hauptsächlich als Prosaschriftstellerin bekannt. Daneben verfasste sie auch ein Theaterstück sowie Drehbücher und Hörspiele. In ihren Werken beschäftigt sie sich unter anderem mit Klassenunterschieden, Frauenschicksalen, Armut und Krieg. Sie veröffentlichte auch unter dem Pseudonym Tob Kieding.

## Leben
Nedreaas' Eltern waren der Geschäftsmann Torleif Nedreaas und dessen Frau Augusta Herschel. Nach der Scheidung ihrer Eltern 1917 wuchs sie bei ihrer Mutter auf, die 1918 den Geschäftsmann Jonas Lund heiratete. Nedreaas besuchte zeitweise eine Schule in Kopenhagen. Nedreaas war musikalisch begabt und erhielt 1926 von Bergener Konservatorium einen Abschluss als klassische Pianistin und lebte dann einige Zeit in Paris, ehe sie nach Bergen zurückkehrte. Dort unterrichtete sie Musik und nahm Zeichenunterricht. 1930 heiratete sie Johan Nicolai Kieding und ließ sich in Fana nieder. Das Paar hatte zwei Söhne.
1939 wurde ihre Ehe geschieden, und der Zweite Weltkrieg brach aus. Nedreaas, die mütterlicherseits jüdischer Abstammung war, verließ deshalb Bergen und zog nach Leirvik. Der Ort, den sie bereits als Kind häufig besuchte, ist Schauplatz vieler ihrer Werke. Dort lebte sie als Fischerin in Armut und begann, um ihr Einkommen aufzubessern, unter dem Pseudonym Tob Kieding Geschichten für Zeitschriften zu schreiben. Außerdem verfasste sie das Drama Magdalene, das 1941 am Theater Den Nationale Scene uraufgeführt wurde. Ihr erstes Buch Før det ringer tredje gang veröffentlichte sie erst 1945. Die Sammlung von Kurzgeschichten enthielt Werke, die zuvor in Zeitschriften erschienen waren. Noch im selben Jahr erschien mit Bak skapet står øksen eine zweite Kurzgeschichtensammlung.
1946 trat sie in die kommunistische Partei ein. Ihr zweiter Ehemann Aksel Bull Njå, den sie im folgenden Jahr heiratete, war ebenfalls Mitglied dieser Partei. Die Familie zog 1947 nach Nesodden bei Oslo, wo Nedreaas seitdem als freischaffende Schriftstellerin lebte. Ihr erster Roman Av måneskin gror det ingen ting erschien im selben Jahr. Er wurde 1987 ins Englische sowie 1972 unter dem Titel Im Mondschein wächst das Nichts ins Deutsche übersetzt und 1987 unter Regie von Arild Brinchmann verfilmt.
1950 veröffentlichte sie Trylleglasset, ihre dritte Kurzgeschichtensammlung. Darin führte sie die Person Herdis Hauge ein, ein junges, musikalisch begabtes Mädchen. Der Charakter wurde später in weiteren Kurzgeschichten sowie in zwei Romanen wieder aufgegriffen. Eine Besonderheit dieser Romane ist, dass jedes Kapitel auch als Kurzgeschichte für sich alleine stehen kann. Für Trylleglasset wurde Nedreaas 1950 mit dem Kritikerprisen ausgezeichnet.
Neben Buchveröffentlichungen arbeitete Nedreaas auch fürs Fernsehen. Ihr Fernsehspiel Skomakeren og hans lest wurde unter dem Titel Nordisches Gambit auch im DDR-Fernsehen gezeigt.
Nedreaas gilt als eine herausragende Prosaschriftstellerin. Beeinflusst wurde sie unter anderem von der Literatur Honoré de Balzacs, Alexander Lange Kiellands und Maxim Gorkis.

## Werke
- Før det ringer tredje gang (1945)
- Bak skapet står øksen (1945) – dt. Hinter dem Schrank steht die Axt (1990), aus d. Norwegischen u. mit e. Nachwort von Marie-Theres Mächler, Mannheim : Persona-Verl., 1990, ISBN 3-924652-15-5
- Av måneskinn gror det ingenting (1947) – dt. Im Mondschein wächst Nichts (1972), Aus dem Norweg. übertr. von Karin Machnitzki, Rostock : Hinstorff ; Nichts wächst im Mondschein, aus dem Norwegischen von Gabriele Haefs, München : Luchterhand, 2025, ISBN 978-3-630-87803-4
- Trylleglasset (1950)
- De varme hendene (1952)
- Stoppested (1953)
- Musikk fra en blå brønn (1960) – dt. Musik aus einem blauen Brunnen (1964), Übers. von Gertrud Eschbach,  	Rostock : Hinstorff, 1984
- Skomakeren og hans lest (1964) – Fernsehspiel, dt. Nordisches Gambit (1968)
- Den siste polka (1965)
- Stoppested (1965) – Drehbuch
- Ytringer i det blå (1967)
- Ved neste nymåne (1971)
- Det dumme hjertet (1976) – Hörspiele
- Vintervår (1982)
- Gjennom et prisme (1983)
- En hage under snøen (1985) – Drehbuch
- Noveller – og noen essays (1995)
- Fortellinger i utvalg; utvalg og forord av Vigdis Ystad, Oslo : Aschehoug ; Det Norske akademi for sprog og litteratur ; Thorleif Dahls fond, 2001, ISBN 978-82-03-18505-2

## Auszeichnungen
- 1950: Kritikerprisen für Trylleglasset[7]
- 1964: Doblougpreis[7]
- 1966: Mads Wiel Nygaards legat[7]
- 1972: Nominierung für den Literaturpreis des Nordischen Rates
- 1986: Preis der Norwegischen Akademie[7]